# John Duncan Fergusson

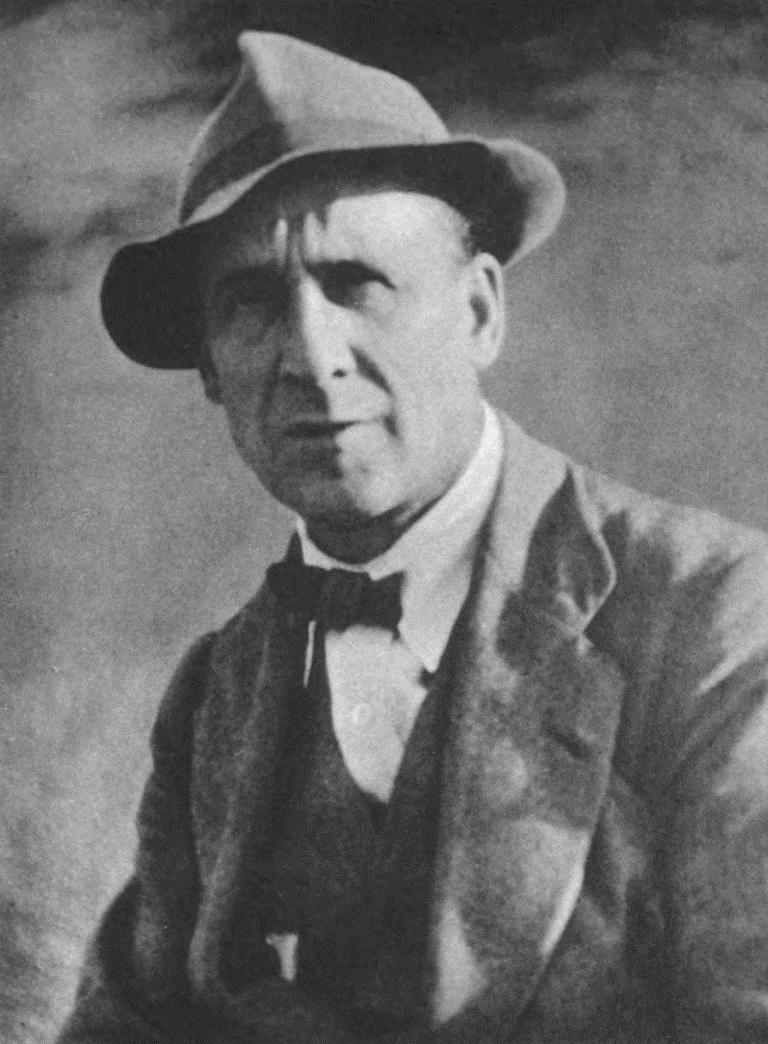
John Duncan Fergusson (Foto: Alvin Langdon Coburn, 1882–1966)

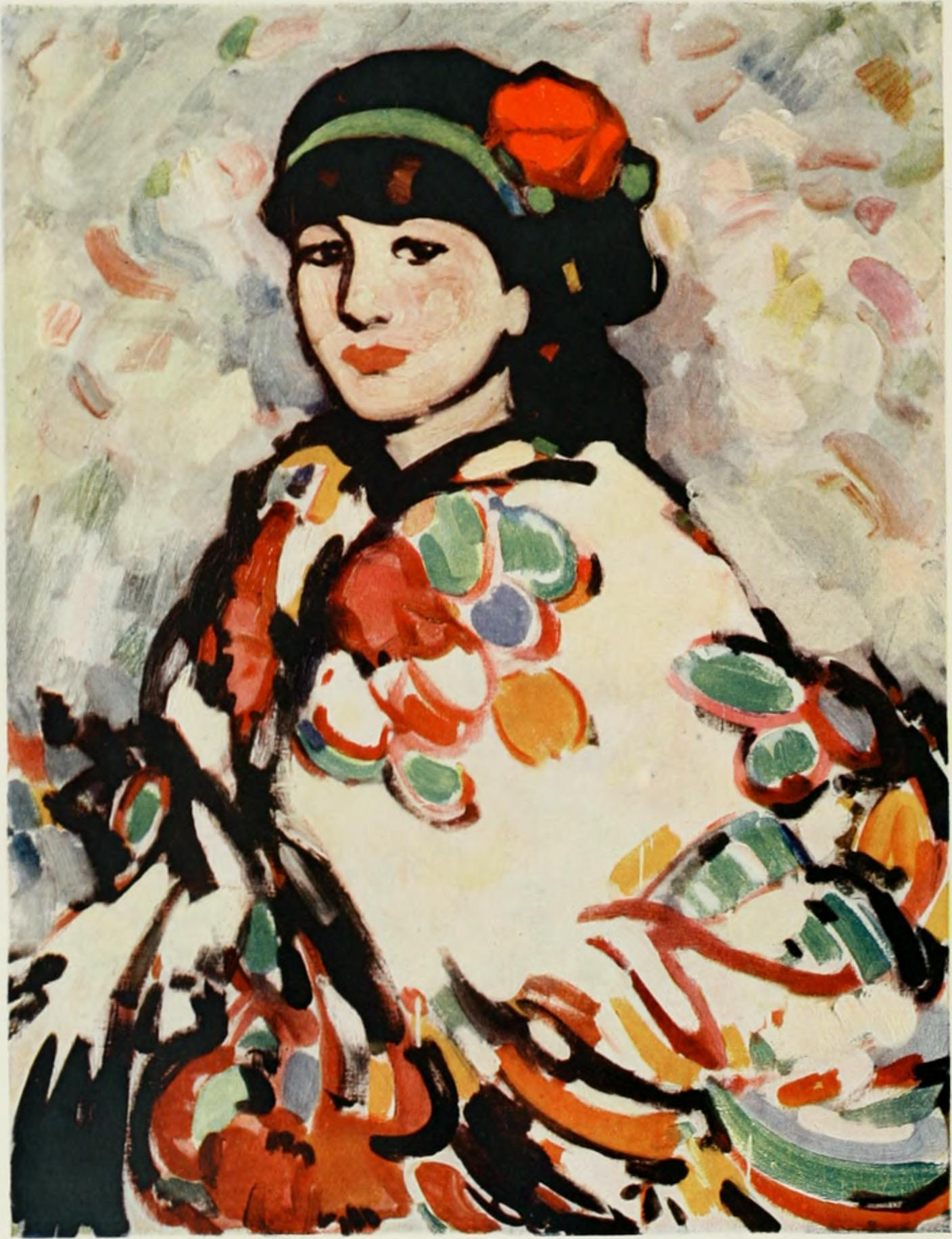
John Duncan Fergusson: Porträt, 1912

John Duncan Fergusson (* 9. März 1874 in Leith; † 30. Januar 1961 in Glasgow) war ein britischer spätimpressionistischer Maler aus der Gruppe der schottischen Koloristen.

## Leben
Obwohl er als Sanitätsoffizier der Marine ausgebildet wurde, entdeckte Fergusson schnell, dass die Malerei seine wahre Berufung war, und verbrachte einige Zeit mit Studienreisen in Spanien, Marokko und Frankreich, um seine Kenntnisse und Erfahrungen auf künstlerischem Gebiet zu erweitern.
Bei seinen Studien des Louvre in Paris war er sehr beeindruckt durch die impressionistischen Werke im Salle Caillebotte, die ihn nachhaltig beeinflussten. Auch die fauvistischen Prinzipien der Farbgestaltung sollten in seine Werke einfließen.
André Dunoyer de Segonzac schrieb in seinem Vorwort zur Gedenkausstellung 1961: "Sein Werk ist ein tiefer und klarer Ausdruck seiner Liebe zum Leben. Er ist ausgestattet mit der seltenen Gabe, seine Bilder plastisch zu gestalten, in Kombination mit einem außergewöhnlichen Gespür für unbeschreiblich lebhafte Farben."
Während Fergusson in den 1920er Jahren in seinem Londoner Studio arbeitete, wurden seine Bilder in unterschiedlichen Ausstellungen gezeigt, unter anderem am Royal Glasgow Institute of the Fine Arts, und er realisierte seine erste Soloausstellung im Jahre 1923. Mit seiner Partnerin, der Tänzerin Margaret Morris, ging er 1928 nach Paris, wo er bis zum Ausbruch des Zweiten Weltkriegs blieb. 1939 zog er endgültig nach Glasgow.
Die Fergusson Gallery in Perth zeigt Werke Fergussons.